# 5"/54 Mark 42
127 мм артилерийска установка Mark 42 е американска корабна универсална артилерийска установка калибър 127 mm. Състои на въоръжение във ВМС на САЩ и други страни. Разработката на оръдието започва през 1950-те години като замяна на 127-мм/38 оръдие от времето на Втората световна война.
Управлението на установката се осъществява от СУАО Mk68, или ръчно. Масата на установката е 60,4 тона, включително два барабана с 40 готови за стрелба изстрела. Маса на снаряда – 31,75 кг, начална скорост – 808 м/с. Максимален темп на стрелба – 40 изстрела в минута. Вместимост на пълнителя – 599 изстрела. Първоначално установката предвижда места за два мерача, осъществяващи ръчното насочване по надводни и въздушни цели, но с увеличаването на скоростта на самолетите, ръчното насочване по въздушни цели губи практически смисъл.
От 1971 г. на корабите на ВМФ на САЩ установката Mk42 се заменя с олекотената (22,1 тона) установка Mk 45, осигуряваща опростено техническо обслужване и повишена надеждност.

## Кораби
САЩ
- USS Northampton (CLC-1[~ 1]) „Нортхемптън“ (лек крайцер-кораб за управление)
- Самолетоносачи тип „Форестал“
- Ракетни крайцери тип „Белнап“
- USS Truxtun (CGN-35) („Трукстън“)
- Разрушители тип „Чарлз Ф. Адамс“
  -  Австралия Разрушители тип „Пърт“
  -  Германия Разрушители тип „Лютенс“
- Разрушители тип „Фарагут“ (тип „Кунц“)
- Разрушители тип „Форест Шърман“
- Разрушители тип „Мичър“
- Фрегати тип „Нокс“
  -  Гърция Фрегати тип „Ипирос“
  -  Египет Фрегати тип „Дамият“
  -  Испания Фрегати тип „Балеарес“
  -  Мексико Фрегати тип „Игнасио Алиенде“
  -  Тайван Фрегати тип „Чи Янг“
  -  Тайланд Фрегати тип „Чулалок“
  -  Турция Фрегати тип „Муавенет“

 Япония
- Разрушители тип „Татикадзе“
- Разрушители тип „Хатакадзе“
- Разрушители тип „Харуна“
- Разрушители тип „Такацуки“
- Разрушители тип „Ширане“

## Коментари
1. ↑  Буквите показват принадлежността към определен класː ВВ – линкор, СС, CL, СА – съответно линеен, лек или тежък крайцер, CV – самолетоносач, DD – разрушител, SS – подводница и т.н.